# Дурная кровь (фильм, 1956)
«Дурная кровь» (англ. The Bad Seed, 1956), другое название «Плохое потомство» — американский чёрно-белый психологический триллер Мервина Лероя, снятый по одноимённой пьесе Максвелла Андерсона, которая в свою очередь была написана по одноимённому роману Уильяма Марча, выпущенному в 1954 году. Сюжет рассказывает историю молодой матери, которая однажды обнаруживает, что её якобы примерная дочь на самом деле является хладнокровной убийцей-социопаткой (когда Марч писал свой роман, термин «социопатия» ещё не был широко известен и применялся только в узком кругу специалистов).  
Премьера состоялась	12 сентября 1956 года. Фильм был номинирован на Оскар за лучшую женскую роль (Нэнси Келли), за лучшую женскую роль второго плана (Айлин Хекарт и Патти Маккормак) и за лучшую операторскую работу в чёрно-белом кино.

## Сюжет
Муж Кристин Пенмарк полковник Кеннет Пенмарк уезжает из дома на несколько дней по служебным делам. В тот же день у их 8-летней дочери Роды проходит в школе пикник. Рода очень возбуждена, так как недавно у неё в школе проходил конкурс чистописания, на котором она заняла второе место, а медаль победителя досталась её однокласснику Клоду Дэйглу, что Рода находит несправедливым. Отведя Роду на пикник, который проходит у озера, Кристин уходит домой и позже узнаёт, что в этом озере в этот день утонул ребёнок — Клод Дэйгл. Кристин волнуется, что Рода, возможно, травмирована его смертью, но когда Рода возвращается домой, с удивлением обнаруживает, что та ведёт себя вызывающе спокойно для ребёнка, который видел труп (она признаётся матери, что присутствовала в тот момент, когда тело мальчика вытаскивали на берег). После похорон к ним на дом приходит учительница Роды Клаудия Ферн, которая сообщает Кристине, что Рода исключена из их школы из-за очень странных подозрений: во-первых, Рода в тот день несколько раз набрасывалась на Клода с кулаками и с требованием отдать ей медаль, а во-вторых, тело мальчика было найдено возле причала и сторож видел, как незадолго до этого оттуда уходила девочка в платье с косичками (а Рода, в отличие от сверстниц, предпочитает носить пышные платья, а не джинсы). Затем в дом к Пенмаркам приходит мать мальчика Гортензия Дэйгл, которая, будучи с горя пьяной, сообщает, что на голове и руках мальчика были странные синяки в форме полумесяца и что у него на рубашке была наколота та самая медаль за конкурс, но когда тело вытащили из воды медали на нём уже не было. Кристин не верит ей, считая, что у миссис Дэйгл от алкоголя разыгралось воображение. 
Чуть позже Кристин находит у Роды в столе ту самую злополучную медаль и призывает дочь к ответу. Рода не дрогнувшим голосом говорит, что Клод отдал ей медаль в день смерти в качестве платы за проигранное пари. Но у Кристин появляется подозрение, что Рода так запугала мальчика, что он попятился, оступился и упал в воду. Рода подтверждает и это, но Кристин не удовлетворена этим ответом и ещё позже ловит Роду за тем, что она пытается вынести из дома свои туфли. При этом Кристин замечает набойки на каблуках туфель (по желанию Роды их набили, когда каблуки сносились), которые сделаны в форме полумесяца, а именно такой же формы были синяки на теле мальчика. Она снова требует от дочери признания и тогда Рода, впадая в конце каждой фразы в приступ сильной ярости, рассказывает, что она просто хотела с помощью угроз заставить Клода отдать ей медаль. Но тот отказался и тогда Рода, впав в ярость, ударила его туфлёй, после чего Клод отдал медаль, но пригрозил, что всё расскажет про неё, и тогда она, испугавшись, ударила его ещё несколько раз и столкнула в воду. Теперь она хочет выбросить туфли в мусоросжигатель, потому что на них была кровь. Когда Рода собирается уходить, Кристин внезапно спрашивает её о том, что случилось с их домовладелицей миссис Пост, у которой они жили в Уичите и съехали, когда та умерла, поскользнувшись на ступеньках пожарной лестницы и упав с третьего этажа. Тогда возникли подозрения, что к этому была причастна девочка, но они были отметены, потому что Рода «всего лишь ребёнок». Однако у миссис Пост был стеклянный шарик с рыбкой внутри, который очень нравился Роде и теперь стоит у неё на столе. Рода рассказывает, что она в тот день стояла с ней на ступеньках и женщина упала, потому что Рода поскользнулась и навалилась на неё; миссис Пост так любила Роду, что сказала ей, что завещает ей после смерти шарик с рыбкой, но Рода не могла ждать и «ускорила процесс». На следующий день Рода попадает в тупик: Лерой находит её туфельки в мусоросжигателе и, сделав кое-какие выводы, понимает, что это она убила мальчика. Скорее от страха, чем намеренно, Рода поджигает его матрас, на котором он спит в подвале. И все считают смерть Лероя несчастным случаем: ведь он вполне мог заснуть с непогашенной сигаретой. И лишь Кристина знает правду и поэтому пребывает в панике: Рода её дочь и какой бы жестокой она ни была, она не сдаст её полиции. 
Одновременно со всем этим разворачивается другая сюжетная линия. У Кристин на протяжении всей жизни было подозрение, что её родители ей не родные. Подозрение усиливается, когда их домовладелица и помешанная фрейдистка Моника Бридлав приводит к ним на дом криминального репортёра Реджинальда Таскера, от которого Кристин узнаёт, что некоторые убийцы начинали убивать ещё в детском возрасте, а дети-убийцы вообще могут быть таковыми из-за дурной наследственности, а не из-за асоциальных условий жизни, как считают многие. В качестве примера он рассказывает историю о Бэсси Денкер — красивой обворожительной женщины, которая эффектно травила людей (никогда не использовала один яд дважды). Она трижды представала перед судом, но её очарование заставляло судей поверить в её невинность и в конечном итоге Денкер, предположительно, сбежала в Австралию под другим именем. Таскер поясняет, что убийственное поведение Денкер вполне могло быть результатом дурной наследственности: её отец страдал бешенством. Кристин тогда зовёт к себе домой своего отца, писателя Ричарда Браво, который до войны тоже работал криминальным репортёром. Она рассказывает ему, что ей часто снится один и тот же сон из прошлого: ей два года, она живёт на ферме с братом и матерью, которая представляется ей ослепительно красивой женщиной. Затем Кристин вспоминает, что мать убила брата и куда-то ушла, а Кристин выбралась из дома и спряталась в кустах. Когда мать вернулась, то начала звать её по имени и тут до Кристин доходит: она Ингольд Денкер — дочь Бэсси Денкер. Отец все же признаётся: Бэсси Денкер тогда сбежала, а он, будучи репортёром, когда прибыл на место, нашёл девочку у соседей и они с женой решили удочерить её. Кристин, окончательно поняв причину поведения Роды и то, что она будет убивать любого, кто посягнёт на её тайну или будет иметь интересную для неё вещь, находит единственное, как ей кажется, правильное решение: вечером перед сном она говорит, что выбросила злополучную медаль в озеро с причала рядом с тем местом, где проходил пикник, после чего обманом заставляет Роду принять большую дозу снотворного, а когда девочка засыпает, приставляет к своей голове пистолет и нажимает на курок. Но у неё дрогнула рука, из-за чего выстрел фактически не задел её, и позже обе были вовремя госпитализированы. Ночью Рода под дождём идёт на тот причал на озере, чтобы достать медаль. Она запускает в воду сачок и в этот момент в деревянный причал ударяет молния и он взрывается вместе с Родой.

## В ролях
- Нэнси Келли — Кристина Пенмарк
- Патти Маккормак — Рода Пенмарк
- Эвелин Варден — Моника Бридлав
- Генри Джонс — Лерой Джессоп
- Айлин Хекарт — Гортензия Дэйгл
- Уильям Хоппер — Кеннет Пенмарк
- Пол Фикс — Ричард Браво
- Джесси Уайт — Эмори Уэджес
- Гейдж Кларк — Ричард Браво
- Джоан Кройдон — Клаудия Ферн
- Фрэнк Кэди — Генри Дэйгл

## Производство
Оригинальный роман Уильяма Марча был опубликован 8 апреля 1954 года, всего за месяц до смерти автора — 15 мая. Смерть Марча в некоторой степени даже поспособствовала критическому и коммерческому успеху романа (в 1955 году ему была присуждена Национальная Книжная Премия). В тот же год, 8 декабря, на бродвейской сцене Театра Ричарда Роджерса (тогда он назывался просто Театр на 46-й улице (46th Street Theatre)) состоялась сценическая адаптация с участием Нэнси Келли (за роль Кристин она выиграла премию «Тони»), Патти Маккормак, Генри Джонса и Айлин Хекарт. Спустя пять месяцев пьеса перешла в Театр Юджина О’Нила, где и закрылась 27 сентября 1955 года. Всего пьеса выдержала 334 представления.
Изначально постановку фильма предлагали Альфреду Хичкоку, но тот отказался. Хотя половина актёрского состава фильма состояла из тех же актёров, что играли в пьесе, студия «Warner Bros.» поначалу собиралась задействовать других актёров: Розалинд Расселл пробовалась на роль Кристины и Бетт Дейвис высказывала желание сыграть её.
Пьеса, как и роман, имеет другой финал: попытка самоубийства Кристины не приводит к счастливому последствию и она умирает, но сосед, услышав выстрел, успевает доставить Роду в больницу, где её откачивают от снотворного и, таким образом, Рода остаётся жива. Кодекс Хейса не позволял снять такой финал, поэтому он был изменён. Согласно «Los Angeles Times» за ноябрь 1955 года, было написано целых три варианта финала, но сам он держался в строгом секрете и последние пять страниц сценария, содержащие итоговый вариант финала, стали доступны актёрам, когда пришло время его снимать.
Персонаж Бэсси Денкер, хотя она никогда зримо не присутствует ни в романе, ни в пьесе, ни в фильме, был основан на серийной убийце Белль Ганнесс. В фильме она на момент действия жива и, предположительно, живёт в Австралии. В романе и в пьесе она казнена на электрическом стуле (причём в романе описание самого процесса казни было основано на казни реальной убийцы, Рут Снайдер).